# CASCADE (밴드)
CASCADE(캐스케이드, 일본어: カスケード)는 1993년에 결성된 일본의 비주얼 록 밴드이다. 1995년에 데뷔하였다.